# Белинский, Анатолий Иванович
Белинский, Анатолий Иванович (род. 20 октября 1926, Подлесовка, Ямпольский район) — советский и российский писатель, главный редактор (1984—1996) Лениздата. На момент 2014 года является главредом издательства «Дума».

## Биография
Родился 20 октября 1926 года в селе Подлесовка Ямпольского района (ныне в Винницкой области).
Окончил Литературный институт имени М. Горького. С 1984 по 1996 года возглавлял редакцию художественной литературы Лениздата. В настоящее время главный редактор издательства «Дума». Живёт в Санкт-Петербурге.

## Сочинения
Книги
- А. И. Белинский. Ещё одна встреча. — Л.: Советский писатель, 1981.
- А. И. Белинский. Второй год войны. — Л.: Детская литература, 1981.
- А. И. Белинский. Звезда заветная. — СПб.: Дума, 2010.
- А. И. Белинский. Побочные обстоятельства. — СПб.: Дума, 1997.
- А. И. Белинский. Мари-Катрин д’Онуа. Волшебные сказки. — СПб.: СЗЛК, 1998.
- А. И. Белинский. Равный богам. — СПб.: Дума, 2002. — ISBN 5-901800-12-5.
- А. И. Белинский. Овальный портрет. — СПб.: Дума, 2006. — ISBN 5-901800-85-0.
- А. И. Белинский. Под гримом. — СПб.: Дума, 2006. — ISBN 5-901800-85-0.
- А. И. Белинский. Письма прошлого века. Хроника. — СПб.: Дума, 2008. ISBN 978-5-901800-005-2 (ошибоч.)
- А. И. Белинский. Избранные рассказы. — СПб.: Дума, 2009. — ISBN 978-5-91404-017-5.
- А. И. Белинский. Мост через Фонтанку: повесть и рассказы. Л, Советский Писатель, 1964. Тираж 30 000 экз.
- А. И. Белинский.  Звезда заветная: Роман. Л, Советский писатель, 1985.
- А. И. Белинский. Без гнева, с пристрастием: Воспоминания. – СПб, «Дума», 2013, тираж 500 экз.   ISBN 978-5-91404-095-3
- А. И. Белинский. (автор и сост.) Памяти павших. Ленинградские писатели, погибшие в годы войны и блокады. СПб, «Дума», 2013, тираж 100 экз. ISBN 978-5-91404-5-118-9
- А. И. Белинский. Мост через Фонтанку: Три повести. СПб, «Дума», 2013, тираж 500 экз.  ISBN 978-5-91404-094-6
- А. И. Белинский. Овальный портрет: Повести.  СПб, «Дума», 2015, тираж 500 экз.   ISBN 978-5-91404-130-1
- А. И. Белинский. В каком году, в какой земле…: Публицистика. СПб, «Дума», 2016, тираж 200 экз.   ISBN 978-5-91404-158-5
- А. И. Белинский. (сост.) Так говорил Монтень: Избранные фрагменты. – СПб, «Дума», 2018, тираж 200 экз.   ISBN 978-5-91404-172-1
- А. И. Белинский. Отзвук времени: Листки воспоминаний. – СПб, «Дума», 2018, тираж 500 экз. ISBN 978-5-91404-178-3

Рассказы
- Ещё одна встреча
- Медленный рассвет
- Трудный участок
- Дорога через озеро
- За медом
- Половинка и Маковей
- Театральное действие
- В первый раз, в последний раз
- Далеко-далеко
- Ночью
- Под гримом
- Равный богам